# 1885
1885 (MDCCCLXXXV) byl rok, který dle gregoriánského kalendáře započal čtvrtkem.

## Události

### Česko
- 22. března – Byla založena Národní jednota severočeská
- 1., 3. a 5. června – Volby do Říšské rady
- 20. srpna – V Brně začal vycházet deník Rovnost, od roku 1991 pod názvem Brněnský deník
- Založen první český sbor baptistů
- Založena Vysoká škola uměleckoprůmyslová v Praze
- Založeny Železárny a drátovny Bohumín

### Svět

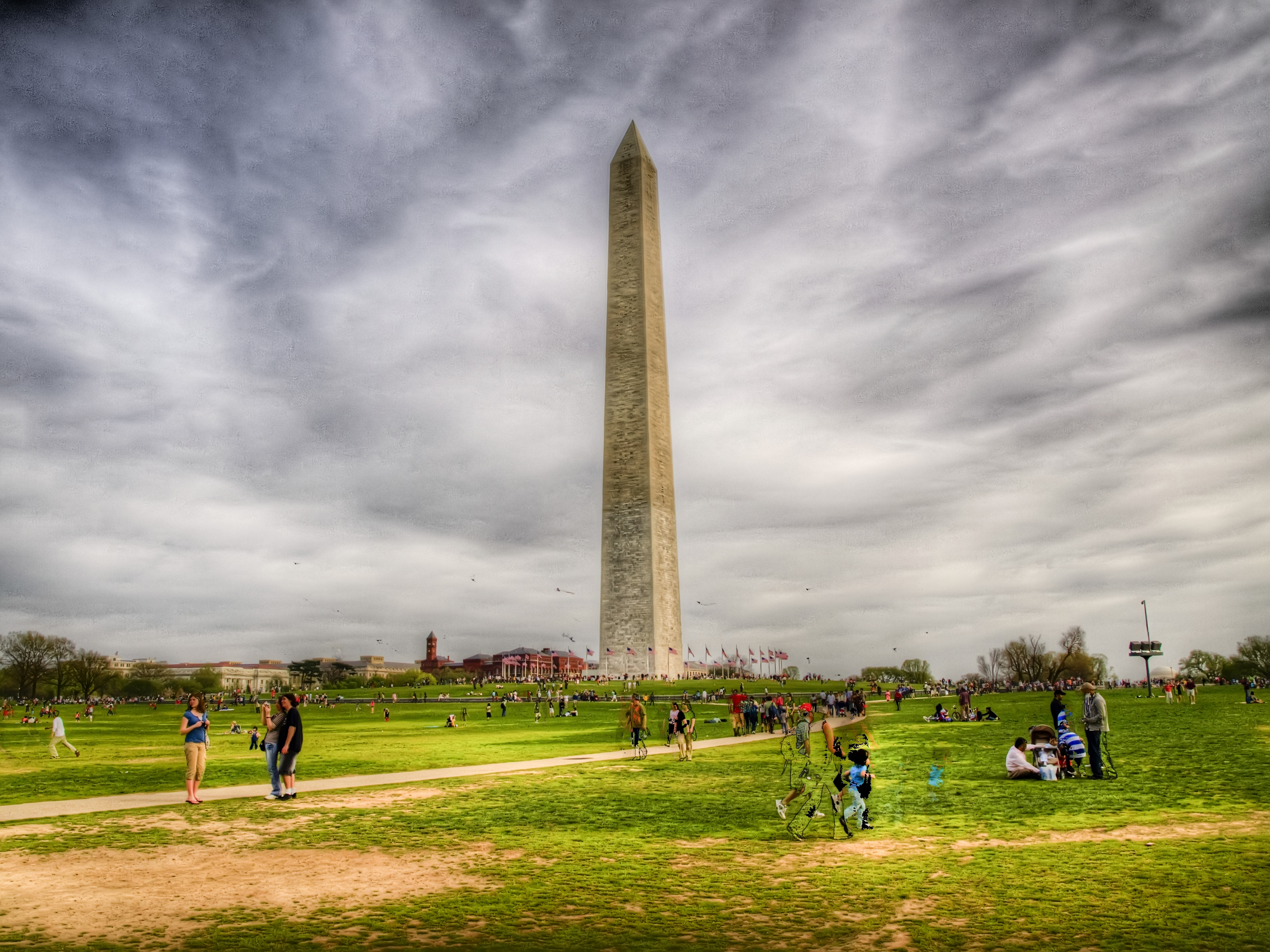
Washingtonův monument

- 21. února – Slavnostní otevření Washingtonova monumentu
- 30. března – Začala Afghánská krize
- 17. června – Do přístavu v New Yorku byla dopravena Socha Svobody
- 1. července – Belgický král Leopold II. v Africe založil Svobodný stát Kongo
- 18. září – Východní Rumélie byla připojena k Bulharsku
- 11. listopadu – Byla založena Stanfordova univerzita
- 14. – 28. listopadu – Srbsko-bulharská válka
- 28. až 31. prosince – V Indii byl založen Indický národní kongres
- Ukončena Berlínská konference o regulaci evropské expanze do Afriky
- V Německu byla založena farmaceutická firma Boehringer Ingelheim

### Probíhající události
- 1881–1899 – Mahdího povstání
- 1884–1885 – Čínsko-francouzská válka

## Vědy a umění
- 6. července – Louis Pasteur poprvé úspěšně očkoval člověka pokousaného vzteklým psem proti vzteklině.
- 9. listopadu – Premiéra komické opery Erminie Edwarda Jakobowského v Londýně
- 20. listopadu – Pražský hvězdář uherského původu Ladislaus Weinek jako první na světě vyfotografoval meteor.
- 30. listopadu – Premiéra Massenetovy opery Cid v Paříži podle dramatu Pierre Corneille
- Karl Benz představil první automobil a vynalezl benzínový motor s elektrickým zapalováním.
- Byly objeveny chemické prvky praseodym a neodym.
- 1885–1887 – První významné objevy propagátora střídavého proudu Nikoly Tesly, umožňující přenos elektrické energie

## Knihy
- Friedrich Nietzsche – Tak pravil Zarathustra
- André Laurie a Jules Verne – Trosečník z Cynthie
- Jules Verne – Matyáš Sandorf

## Narození
Automatický abecedně řazený seznam viz Kategorie:Narození v roce 1885

### Česko

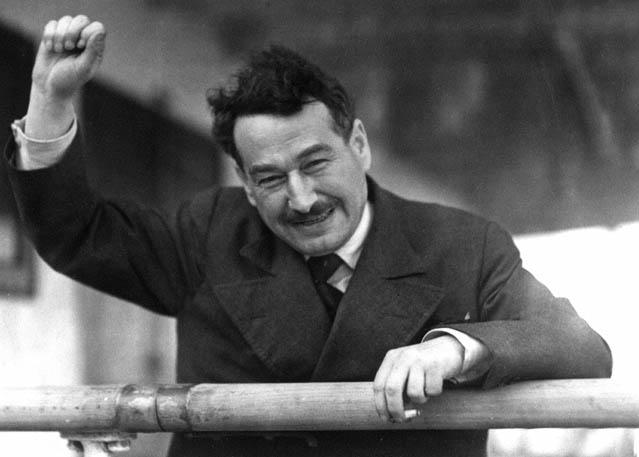
Spisovatel a novinář Egon Erwin Kisch (1885–1948)

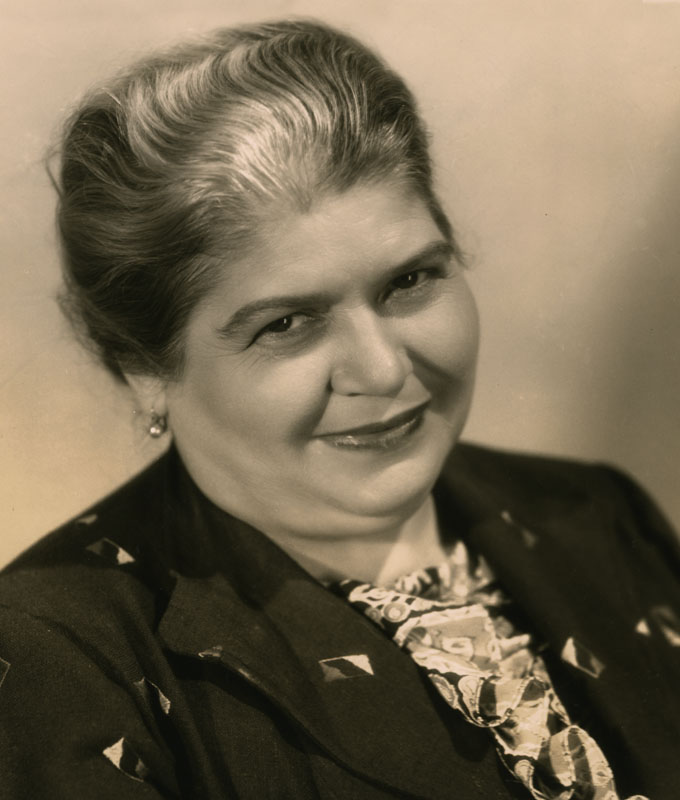
Herečka Antonie Nedošinská (1885–1950)

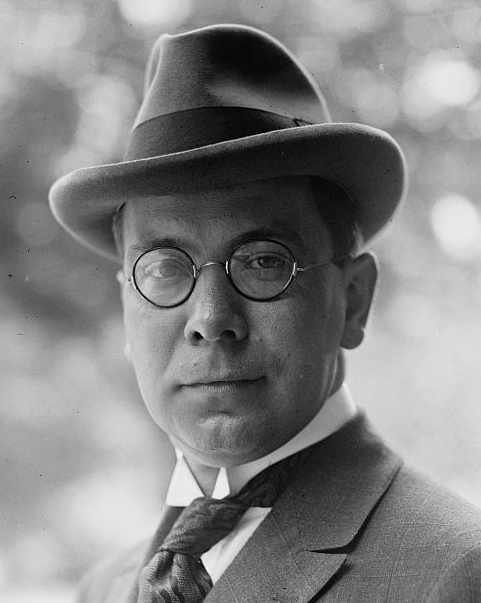
Politik František Chvalkovský (1885–1945)

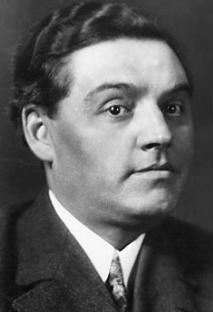
Divadelní režisér a dramatik Karel Hugo Hilar (1885–1935)

- 1. ledna – Karel Kügler, operní pěvec–tenorista, herec, režisér († 4. listopadu 1950)
- 3. ledna – Hanuš Ringhoffer, průmyslník z rodiny Ringhofferů († prosinec 1946)
- 5. ledna – Bedřich Jerie, evangelický farář a spisovatel († 27. října 1965)
- 9. ledna – Karel V. Rypáček, novinář a překladatel († 11. března 1957)
- 10. ledna – Antonín Rýdl, herec a divadelní režisér († 3. března 1960)
- 13. ledna – Josef Štětka, komunistický politik († 24. října 1963)
- 17. ledna – Jaroslav Kratochvíl, spisovatel († 20. března 1945)
- 20. ledna – Vincenc Šťastný, hudební skladatel, klavírní virtuos a pedagog († 26. ledna 1971)
- 22. ledna – Alois Štůla, poslanec Národního shromáždění ČSR, první náměstek primátora hlavního města Prahy († 26. srpna 1941)
- 31. ledna – Luisa Landová-Štychová, novinářka, popularizátorka vědy, feministka a politička († 31. srpna 1969)
- 7. února – Hanuš Zápal, architekt († 28. listopadu 1964)
- 12. února
  - Josef Juran, komunistický politik († 26. prosince 1963)
  - Josef Wenig, malíř, jevištní a kostýmní výtvarník († 8. září 1939)
  - Viktor Nikodém, malíř, výtvarný kritik a legionář († 20. února 1958)
- 20. února – Zdenka Baldová, herečka († 26. září 1958)
- 28. února – Josef Černý, ministr vnitra Československa († 7. prosince 1971)
- 1. března – Jindřich Praveček, pedagog, dirigent a skladatel († 11. února 1969)
- 2. března – Josef Hais Týnecký, český spisovatel a novinář († 24. dubna 1964)
- 14. března  – Józef Kubisz,  rakousko-uherský diplomat a polský konzul v USA († 6. listopadu 1940)
- 16. března – Josef Tříška, malíř († 16. května 1967)
- 17. března – Eduard Reich, ministr zemědělství († 24. května 1943)
- 23. března – Tecellin Jaksch, 43. opat vyšebrodského kláštera († 23. května 1954)
- 25. března – Jan Slavík, historik a archivář († 9. května 1978)
- 31. března – Václav Vilém Štech, historik umění († 24. června 1974)
- 1. dubna
  - Ignác Arnož, katolický biskup a misionář († 26. února 1950)
  - Arnošt Bass, pedagog, překladatel a publicista († 1943)
- 2. dubna – František Taufer, moravský básník a prozaik († 22. července 1915)
- 10. dubna – Anton Gebert, kanovník u katedrály sv. Víta v Praze († 18. května 1942)
- 11. dubna – Hugo Vojta, generál († 28. září 1941)
- 14. dubna – Ján Halla, slovenský básník a československý meziválečný politik († 26. května 1955)
- 20. dubna – Gustav Peters, spisovatel poslanec Národního shromáždění ČSR († 1959)
- 21. dubna – Bedřich Beneš Buchlovan, spisovatel a překladatel († 9. září 1953)
- 23. dubna – Otakar Husák, generál, legionář a ministr obrany († 12. června 1964)
- 24. dubna – Jan Eisner, archeolog († 2. května 1967)
- 29. dubna – Egon Erwin Kisch, novinář a spisovatel († 31. března 1948)
- 7. května – Josef Heger, katolický teolog, překladatel Bible († 6. ledna 1952)
- 10. května – Marie Záhořová-Němcová, pedagožka, vnučka Boženy Němcové († 21. května 1930)
- 14. května – Arthur Breisky, prozaik a překladatel († 10. července 1910)
- 26. května – Jan Opočenský, diplomat a historik († 4. ledna 1961)
- 31. května – Evžen Čihák, průkopník letectví († 8. května 1958)
- 5. června – František Pospíšil, etnograf a muzejník († 24. dubna 1958)
- 10. června – Vojtěch Šíp, sochař († 3. května 1931)
- 13. června – Antonín Ausobský, architekt († 13. června 1957)
- 17. června – Vratislav Nechleba, malíř († 26. července 1965)
- 24. června – Karel Truksa, architekt († ?)
- 26. června
  - František Kadeřávek, matematik, rektor Českého vysokého učení technického († 9. února 1961)
  - Antonie Nedošinská, herečka († 17. července 1950)
- 6. července – Jan Fleischmann, právník, hokejista a sportovní funkcionář († 23. září 1939)
- 7. července – Metoděj Řihák, první československý provinciál Tovaryšstva Ježíšova († 26. ledna 1934)
- 10. července – Method Kaláb, grafik, ilustrátor, bibliofilský specialista († 17. listopadu 1963)
- 14. července – Ernst Eckert, spisovatel, podnikatel a československý politik německé národnosti († 23. září 1952)
- 15. července – Jindřich Veselý, loutkářský badatel a autor loutkových her († 19. září 1939)
- 16. července – Hana Benešová, manželka prezidenta Edvarda Beneše († 2. prosince 1974)
- 24. července – Karel Loevenstein, průmyslník a manažer († 2. února 1938)
- 25. července – Jan Hořejší, spisovatel, překladatel a průkopník skautingu († únor 1957)
- 29. července – Emil Artur Longen, dramatik, režisér, herec, scenárista, spisovatel a malíř († 24. dubna 1936)
- 30. července – František Chvalkovský, politik a diplomat († 25. února 1945)
- 3. srpna – Vilém Kvasnička, architekt († 26. listopadu 1969)
- 16. srpna
  - Karel Václav Petřík, generál († 8. července 1957)
  - Karel Rychlík, matematik († 28. května 1968)
- 23. srpna – Stanislav Ondříček, houslista a hudební pedagog († 16. července 1953)
- 24. srpna – Václav Špála, malíř († 12. nebo 13. května 1946)
- 25. srpna – Georg Wilhelm Pabst, rakouský filmový režisér narozený v Čechách († 29. května 1967)
- 27. srpna – Jan Křtitel Voves, varhaník a hudební skladatel († 10. října 1945)
- 30. srpna – Otakar Sedloň, malíř († 18. října 1973)
- 2. září – Jaromír Sedláček, děkanem právnické fakulty v Brně († 12. dubna 1945)
- 18. září – Metoděj Kubáň, kněz, generál československé armádní duchovní správy († 5. března 1942)
- 5. října – Slavomil Ctibor Daněk, teolog, vysokoškolský pedagog († 23. února 1946)
- 7. října – František Smolka, malíř († 25. února 1974)
- 8. října – Vladimír Jiří Rott, pražský obchodník († 22. listopadu 1965)
- 11. října – Václav Vrbata, tragicky zemřelý lyžař († 24. března 1913)
- 12. října – Marie Blažková, filmová herečka († 29. prosince 1975)
- 17. října
  - Slavoboj Tusar, grafik, typograf, knižní grafik, ilustrátor († 5. října 1950)
  - Josef Mareš, poslanec a starosta Znojma († 12. dubna 1945)
- 18. října – Josef Resl, plzeňský arcibiskupský vikář († 3. března 1967)
- 24. října – Karel Handzel, autor povídek z ostravského prostředí, překladatel († 11. dubna 1948)
- 1. listopadu – František Zavřel, spisovatel a dramatik († 4. prosince 1947)
- 5. listopadu – Karel Hugo Hilar, spisovatel a divadelní režisér († 6. března 1935)
- 13. listopadu – Václav Rabas, malíř († 26. října 1954)
- 18. listopadu – Kamil Berdych, anarchistický básník († 3. května 1914)
- 20. listopadu – Bohumil Holý, učitel, stenograf a autor všeslovanštiny († 3. dubna 1947)
- 1. prosince – Sidonie Nádherná, mecenáška a organizátorka kulturního života († 30. září 1950)
- 4. prosince – Bohumír Kozák, architekt († 1. dubna 1978)
- 7. prosince – Ctibor Malý, fotbalista a lední hokejista († 8. ledna 1968)
- 8. prosince – Marie Janků-Sandtnerová, učitelka, autorka kuchařských příruček († 21. února 1946)
- 13. prosince
  - Alois Richard Nykl, lingvista († 5. prosince 1958)
  - Rudolf Weiser, český, německy hovořící, architekt († 1968)
- 16. prosince – František Bílek, hipolog († 29. března 1972)
- 21. prosince – Karel Konvalinka, hudební skladatel, pedagog a dirigent († 28. října 1970)
- 27. prosince – Pavel Dědeček, dirigent, sbormistr a skladatel († 23. listopadu 1954)

### Svět

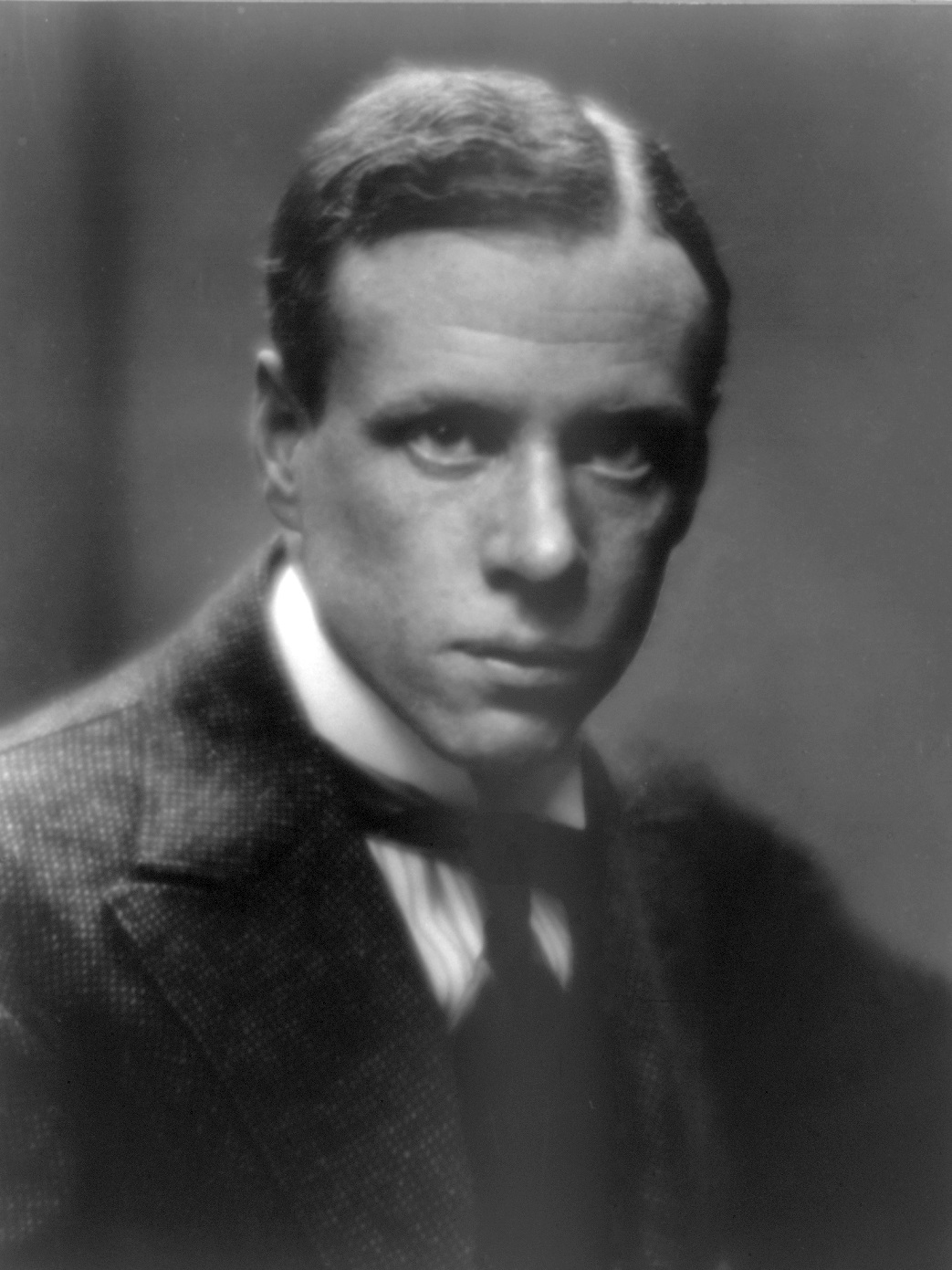
Americký spisovatel Sinclair Lewis (1885–1951)

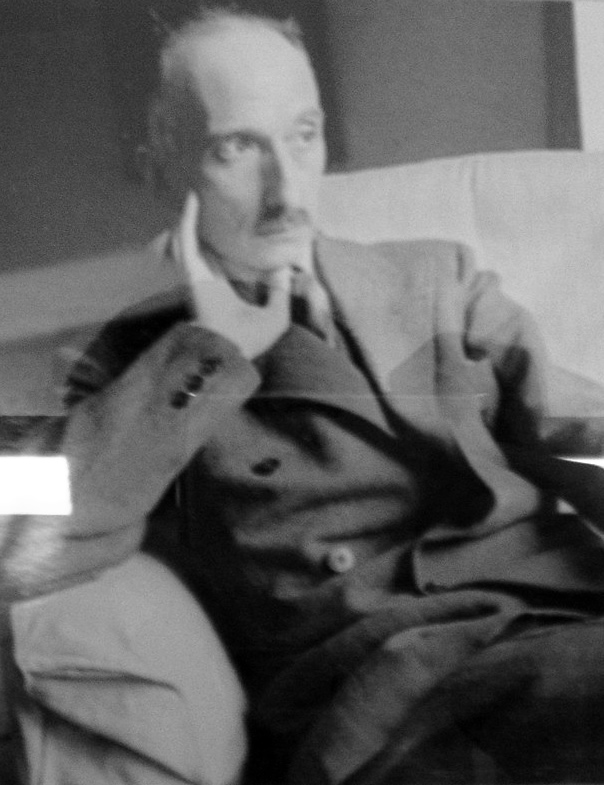
Francouzský spisovatel François Mauriac (1885–1970)

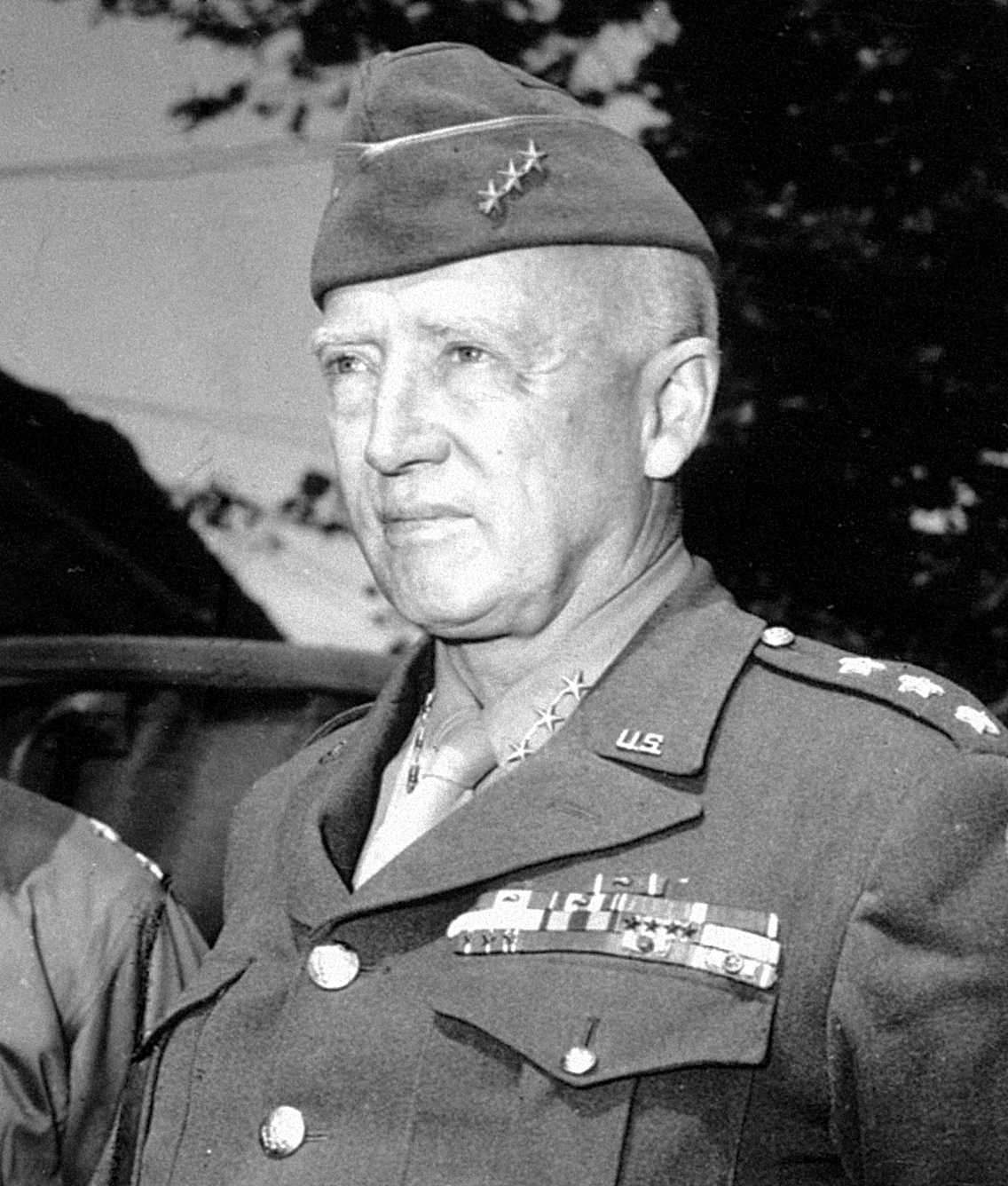
Americký generál George S. Patton (1885–1945)

- 9. ledna – Charles Bacon, americký běžec na 400 metrů překážek a olympijský vítěz († 15. listopadu 1968)
- 17. ledna – Nikolaus von Falkenhorst, německý generál Wehrmachtu († 18. června 1968)
- 21. ledna – Umberto Nobile, italský generál, vzduchoplavec, konstruktér a objevitel († 30. července 1978)
- 27. ledna
  - Eduard Künneke, německý operetní skladatel († 27. října 1953)
  - Cecil von Renthe-Fink, německý diplomat († 22. srpna 1964)
- 30. ledna – Hana Gregorová, slovenská spisovatelka († 11. prosince 1958)
- 31. ledna – Einar Erici, švédský lékař, varhanář a fotograf († 10. listopadu 1965)
- 2. února – Michail Frunze, sovětský politik a vojenský velitel († 31. října 1925)
- 3. února – Camille Arambourg, francouzský vertebrátní paleontolog († 19. listopadu 1969)
- 7. února – Sinclair Lewis, americký spisovatel, Nobelova cena za literaturu († 10. ledna 1951)
- 9. února – Alban Berg, rakouský hudební skladatel († 24. prosince 1935)
- 10. února – Josef Weingartner, německý kněz a historik umění († 11. května 1957)
- 12. února – Julius Streicher, německý nacistický politik, antisemita († 16. října 1946)
- 13. února – Bess Trumanová, manželka 33. prezidenta USA Harry S. Trumana († 18. října 1982)
- 17. února – Romano Guardini, německý filosof († 1. října 1968)
- 18. února – Henri Laurens, francouzský sochař, grafik a ilustrátor († 5. května 1954)
- 22. února – Alexandra Kimová, korejská komunistická revolucionářka († 16. září 1918)
- 24. února
  - Chester Nimitz, nejvyšší velitel amerického vojenského námořnictva († 20. února 1966)
  - Stanisław Ignacy Witkiewicz, polský dramatik, spisovatel, malíř a fotograf († 18. září 1939)
- 25. února – Alice z Battenbergu, matka Filipa Mountbattena, manžela britské královny Alžběty II. († 5. prosince 1969)
- 14. března – Hendrik Sartov, dánský fotograf a kameraman († 21. března 1970)
- 15. března – Leo Kammel, rakouský architekt († 25. července 1948)
- 16. března – Alfred Wiener, německý bojovník proti antisemitismu a rasismu († 4. února 1964)
- 17. března
  - Ralph Rose, americký trojnásobný olympijský vítěz ve vrhu koulí († 16. října 1913)
  - Henry Taylor, britský plavec, trojnásobný olympijský vítěz († 28. února 1951)
- 23. března
  - Yves Le Prieur, korvetní kapitán francouzského námořnictva a vynálezce († 1. června 1963)
  - Arthur Benda, německý fotograf († 7. září 1969)
- 24. března
  - Juozas Balčikonis, litevský lexikograf († 5. února 1969)
  - Charles Daniels, americký plavec, olympijský vítěz († 8. srpna 1973)
- 25. března – Mateiu Ion Caragiale, rumunský spisovatel († 17. ledna 1936)
- 29. března – Dezső Kosztolányi, maďarský spisovatel († 3. listopadu 1936)
- 1. dubna
  - Wallace Beery, americký herec († 15. dubna 1949)
  - Clementine Churchillová, manželka britského premiéra Winstona Churchilla († 12. prosince 1977)
- 2. dubna – Jekatěrina Svanidzeová, první manželka Josifa Stalina († 5. prosince 1907)
- 8. dubna – Alfred Cheney Johnston, americký fotograf († 17. dubna 1971)
- 10. dubna – Christian Hansen, generál Wehrmachtu († 7. srpna 1972)
- 12. dubna – Hermann Hoth, generálplukovník Wehrmachtu († 26. ledna 1971)
- 13. dubna – György Lukács, maďarský marxistický filosof a literární kritik († 4. června 1971)
- 15. dubna – Tadeusz Kutrzeba, polský divizní generál († 8. ledna 1947)
- 17. dubna
  - Karen Blixenová, dánská spisovatelka († 7. září 1962)
  - Vladimír Roy, slovenský básník a překladatel († 6. února 1936)
- 25. dubna – Semjon Michajlovič Buďonnyj, sovětský vojevůdce a legendární hrdina († 26. října 1973)
- 26. dubna – Carl Einstein, německý historik umění, spisovatel († 5. července 1940)
- 30. duben – Luigi Russolo, italský malíř a kritik umění, experimentální hudby († 4. února 1947)
- 3. května – Franz Wimmer, slovenský architekt († 1953)
- 14. května – Otto Klemperer, německý dirigent a hudební skladatel († 6. července 1973)
- 22. května – Tadeusz Michejda, polský architekt († 18. února 1955)
- 24. května – Pavel Blaschke, německý hudební skladatel († 10. března 1969)
- 26. května – Maurice Dekobra, francouzský spisovatel († 1. června 1973)
- 28. května – Július Adamiš, slovenský evangelický kněz a církevní historik († 26. května 1971)
- 31. května
  - Alois Hudal, rakouský katolický biskup, pomáhal uprchnout nacistickým zločincům († 13. května 1963)
  - Alter Kacyzne, židovský spisovatel a fotograf († 7. července 1941)
- 3. června – Jakov Sverdlov, bolševický stranický předák († 16. března 1919)
- 7. června – Fletcher Steele, americký krajinářský architekt († 16. července 1971)
- 10. června – Lord Raglan, britský šlechtic, voják, včelař, farmář a nezávislý učenec († 14. září 1964)
- 30. června – Viktor Schauberger, rakouský myslivec, přírodovědec, vynálezce a filozof († 25. září 1958)
- 6. července – Alexandr Jakovlevič Tairov, ruský herec a režisér († 25. září 1950)
- 8. července – Ernst Bloch, německý filosof († 4. srpna 1977)
- 19. července – Aristides Sousa Mendes, portugalský šlechtic a diplomat († 3. dubna 1954)
- 26. července
  - Jarosław Kaczmarczyk, rusínský politik, právník a prezident Lemko-rusínské republiky († 1944)
  - André Maurois, francouzský spisovatel († 9. října 1967)
- 29. července – Theda Bara, americká herečka († 5. dubna 1955)
- 1. srpna – George de Hevesy, maďarský radiochemik, Nobelova cena za chemii († 5. července 1966)
- 12. srpna – Alexander Albrecht, slovenský hudební skladatel († 30. srpna 1958)
- 15. srpna – Sergej Kavtaradze, gruzínský politik, novinář a diplomat († 17. října 1971)
- 18. srpna
  - Roman Kramsztyk, polský malíř († 6. srpna 1942)
  - Timothy Ahearne, irský olympijský vítěz v trojskoku († listopad 1968)
- 22. srpna – Erich von Stroheim, rakouský filmový režisér a herec († 12. května 1957)
- 26. srpna – Jules Romains, francouzský spisovatel († 14. srpna 1972)
- 30. srpna – Fridrich Weinwurm, slovenský architekt († 1942)
- 10. září
  - Lauri Kettunen, finský filolog († 26. února 1963)
  - Dora Pejačević, chorvatská šlechtična a hudební skladatelka († 5. března 1923)
- 11. září
  - David Herbert Lawrence, britský spisovatel († 2. března 1930)
  - Marcel Communeau, francouzský ragbista († 26. června 1971)
- 12. září – Heinrich Hoffmann, německý fotograf a tvůrce nacistické propagandy († 16. prosince 1957)
- 15. září – Heinrich Hanselmann, švýcarský defektolog († 29. února 1960)
- 16. září – Karen Horneyová, americká psycholožka a psychiatrička († 4. prosince 1952)
- 18. září – Michal Buzalka, slovenský teolog a biskup († 7. prosince 1961)
- 22. září
  - Erik Gunnar Asplund, švédský architekt († 20. října 1940)
  - Ben Chifley, premiér Austrálie († 13. června 1951)
- 28. září – Emil Väre, finský zápasník, olympijský vítěz († 31. ledna 1974)
- 7. října – Niels Bohr, dánský fyzik († 18. listopadu 1962)
- 11. října – François Mauriac, francouzský spisovatel, Nobelova cena za literaturu († 1. září 1970)
- 15. října – Frank Hurley, australský fotograf († 16. ledna 1962)
- 16. října – Dorando Pietri, italský maratónec († 7. února 1942)
- 24. října
  - Ernest Claes, vlámský spisovatel († 2. září 1968)
  - Rachel Kacnelsonová-Šazarová, manželka izraelského prezidenta Zalmana Šazara, literární kritička († 11. srpna 1975)
- 28. října – Per Albin Hansson, premiér Švédska († 6. října 1946)
- 29. října – Lajos Tihanyi, maďarský a francouzský malíř († 11. června 1938)
- 30. října – Ezra Pound, americký básník († 1. listopadu 1972)
- 31. října – Karl Radek, sovětský komunistický politik († 19. května 1939)
- 1. listopadu – Anton Flettner, německý letecký konstruktér († 29. prosince 1961)
- 5. listopadu – Will Durant, americký historik a filozof († 7. listopadu 1981)
- 7. listopadu
  - Frank Knight, americký ekonom († 15. dubna 1972)
  - Sabina Spielrein, ruská lékařka, psychoanalytička († 12. srpna 1942)
- 8. listopadu – Tomojuki Jamašita, japonský generál († 23. února 1946)
- 9. listopadu
  - Velemir Chlebnikov, ruský básník a dramatik († 28. června 1922)
  - Hermann Weyl, německý matematik, teoretický fyzik a filosof († 8. prosince 1955)
- 11. listopadu – George S. Patton, americký čtyřhvězdičkový generál († 21. prosince 1945)
- 15. listopadu – Frederick Handley Page, britský letecký konstruktér a podnikatel († 21. dubna 1962)
- 19. listopadu – Kazimierz Sosnkowski, polský generál, ministr obrany († 11. října 1969)
- 22. listopadu
  - Valér Ferenczy, maďarský malíř († 23. prosince 1954)
  - Michał Nawka, lužickosrbský spisovatel († 16. března 1968)
- 24. listopadu – Christian Wirth, německý SS Sturmbannführer († 26. května 1944)
- 25. listopadu – Alexander Cadogan, britský diplomat a šlechtic († 9. července 1968)
- 26. listopadu – Heinrich Brüning, německý říšský kancléř († 30. března 1970)
- 27. listopadu – Liviu Rebreanu, rumunský spisovatel († 1. září 1944)
- 30. listopadu – Albert Kesselring, německý polní maršál († 16. července 1960)
- 2. prosince – George Richards Minot, americký lékař, Nobelova cena za fyziologii a medicínu († 25. února 1950)
- 5. prosince – Andrej Kavuljak, slovenský historik a lesní inženýr († 30. května 1952)
- 19. prosince – Joe King Oliver, americký jazzový hudebník († 10. dubna 1938)
- 23. prosince – Dobrivoje Božić, srbský inženýr a vynálezce († 13. října 1967)
- 28. prosince – Vladimir Tatlin, ruský malíř, sochař, architekt, scénograf a průmyslový výtvarník († 31. května 1953)
- 29. prosince – Roman Fjodorovič Ungern von Sternberg, ruský vojenský důstojník baltskoněmeckého původu zvaný Šílený Baron († 15. září 1921)
- ? – Theo Brün, německý malíř († 1981)
- ? – Allen Roy Evans, kanadský spisovatel († 1965)
- ? – Nikifor Grigorjev, ukrajinský válečník († 27. července 1919)
- ? – Marie Nikiforová, vůdkyně ukrajinských partyzánů († 1919)
- ? – Oskar Guttmann, německý hudební skladatel († 1943)

## Úmrtí
Automatický abecedně řazený seznam existujících biografií viz Kategorie:Úmrtí v roce 1885

### Česko
- 8. února – Jan Nepomuk František Desolda, kněz a obrozenec (* 10. září 1811)
- 11. února – Moses Popper, pražský německý lékař, hygienik a pedagog (* 12. října 1833)
- 21. února – Václav Šubert, reformovaný kazatel (* 9. července 1825)
- 7. března – Jakub Malý, buditel a spisovatel (* 4. srpna 1811)
- 27. března – Bedřich Schwarzenberg, arcibiskup v Salcburku a v Praze (* 6. dubna 1809)
- 16. dubna – Josef Müller, varhaník a hudební skladatel (* 17. února 1817)
- 25. dubna – Antonín Zvěřina, poslanec Českého zemského sněmu, starosta Jičína (* 8. října 1811)
- 5. května – František Šimáček, novinář a nakladatel (* 2. prosince 1834)
- 8. května – Pavel Křížkovský, hudební skladatel a sbormistr (* 9. ledna 1820)
- 23. května – Vendelín Grünwald, právník a politik (* 19. října 1812)
- 29. září – Karel Feistmantel, geolog a paleontolog (* 14. února 1819)
- 3. října – Franz Pauly, rakouský klasický filolog, ředitel gymnázia v Praze (* 5. března 1827)
- 14. října – Benedikt Roezl, cestovatel, zahradník a botanik (* 13. srpna 1823)
- 20. října – Adolf Průcha, varhaník a hudební skladatel (* 16. června 1837)
- 28. října – Jakub Škoda, pedagog, překladatel a komunální politik (* 10. dubna 1835)
- 6. listopadu – Jiří Czarda, lékař, první český otolog (* 15. května 1851)
- 27. prosince – František Hajniš, básník (* 31. března 1815)

### Svět
- 5. ledna

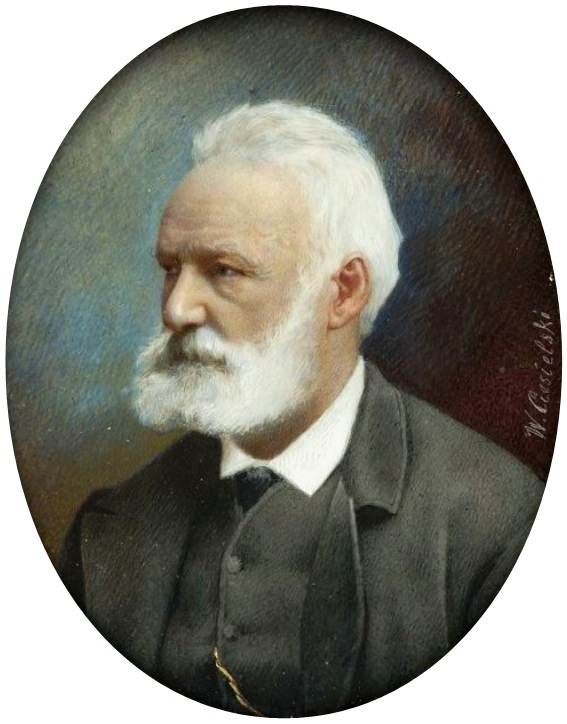
Francouzský spisovatel Victor Hugo (1802–1885)

  - Adolf Auersperg, ministerský předseda Předlitavska (* 21. července 1821)
  - Peter Christen Asbjørnsen, norský spisovatel (* 15. ledna 1812)
- 11. ledna – Rodolphe Bresdin, francouzský grafik (* 12. srpna 1822)
- 13. ledna – Schuyler Colfax, americký politik (* 23. března 1823)
- 16. ledna – Edmond About, francouzský spisovatel (* 14. února 1828)
- 26. ledna – Charles George Gordon, britský armádní důstojník (* 28. ledna 1833)
- 1. února
  - Sidney Gilchrist Thomas, anglický chemik, metalurg a vynálezce (* 16. dubna 1850)
  - Henri Dupuy de Lôme, francouzský stavitel lodí (* 15. října 1816)
- 16. března – Alexander Julius Schindler, rakouský spisovatel a politik (* 26. září 1818)
- 21. března – Alžběta Pruská, hesenská princezna (* 18. června 1815)
- 23. března – Platt Adams, americký olympijský vítěz ve skoku do výšky z místa († 27. února 1961)
- 30. března – Ludvík z Casorie, italský římskokatolický kněz, blahoslavený (* 11. března 1814)
- 2. dubna – Anton Forgách, rakouský vysoký státní úředník a politik (* 6. března 1819)
- 9. dubna – Félix Bonfils, francouzský fotograf (* 8. března 1831)
- 18. dubna
  - Marc Monnier, švýcarský spisovatel (* 7. prosince 1827)
  - Rudolf Eitelberger, rakouský historik výtvarného umění (* 17. dubna 1817)
- 30. dubna – Jens Peter Jacobsen, dánský spisovatel, básník a přírodovědec (* 7. dubna 1847)
- 1. května – Johann Heinrich Christian Schubart, německý klasický filolog (* 28. února 1800)
- 3. května – Alexandr Karađorđević, srbský kníže (* 11. října 1806)
- 11. května – Ferdinand Hiller, německý hudební skladatel (* 24. října 1811)
- 15. května – Konstantin Kavelin, ruský filozof a historik (* 16. listopadu 1818)
- 18. května – Alphonse de Neuville, francouzský malíř (* 31. května 1835)
- 21. května – Gavriil Jakimovič Lomakin, ruský sborový dirigent, hudebník a skladatel (* 6. dubna 1812)
- 22. května – Victor Hugo, francouzský básník (* 1802)
- 2. června
  - Karel Antonín Hohenzollernský, německý kníže a politik (* 7. září 1811)
  - Maximilián Maria Thurn-Taxis, kníže Thurn-Taxis (* 1862)
- 7. června – Richard Beard, anglický fotograf a podnikatel (* 22. prosince 1801)
- 22. června – Al-Mahdí, súdánský vládce a islámský reformátor (* 12. srpna 1845)
- 4. července – Alexandr Württemberský, děd britské královny Marie z Tecku (* 9. září 1804)
- 14. července – Ernest Hello, francouzský katolický spisovatel, překladatel a filosof (* 4. listopadu 1828)
- 15. července – Rosalía de Castro, spisovatelka píšící v galicijštině (* 24. února 1837)
- 23. července – Ulysses Simpson Grant, 18. prezident Spojených států amerických, (* 27. dubna 1822)
- 29. srpna – Bernhard Horwitz, britský šachový mistr (* 10. května 1807)
- 5. září – Walter Bentley Woodbury, britský fotograf a vynálezce (* 26. června 1834)
- 14. září – Gustav Becker, německý hodinář (* 2. května 1819)
- 23. září – Carl Spitzweg, německý malíř (* 5. února 1808)
- 3. října – Franz Pauly, rakouský klasický filolog (* 5. března 1827)
- 22. října – Pavol Dobšinský, slovenský kněz, folklorista, básník a spisovatel (* 16. března 1828)
- 24. října – Leopold Friedrich von Hofmann, ministr financí Rakouska-Uherska (* 4. května 1822)
- 16. listopadu – Louis Riel, kanadský politik (* 22. října 1844)
- 25. listopadu
  - Thomas A. Hendricks, americký politik a právník (* 7. září 1819)
  - Alfons XII. španělský král z rodu Bourbonů (* 28. listopadu 1857)
- 28. listopadu – Edward Adolphus Seymour, 12. vévoda ze Somersetu, britský státník a šlechtic (* 20. prosince 1804)
- 8. prosince – Stephan von Jovanovič, rakouský vojenský velitel (* 5. ledna 1828)
- 14. prosince – Ernst Falkbeer, rakouský šachový mistr (* 27. června 1819)
- 15. prosince – Ferdinand II. Portugalský, portugalský král (* 29. října 1816)
- 25. prosince – Eugène Emmanuel Amaury Duval, francouzský malíř (* 16. dubna 1808)
- 26. prosince – Julius Anton Glaser, ministr spravedlnosti Předlitavska (* 19. března 1831)
- ? – Ahmed Hamdi Paša, osmanský státník a velkovezír (* 1826)

## Hlavy států

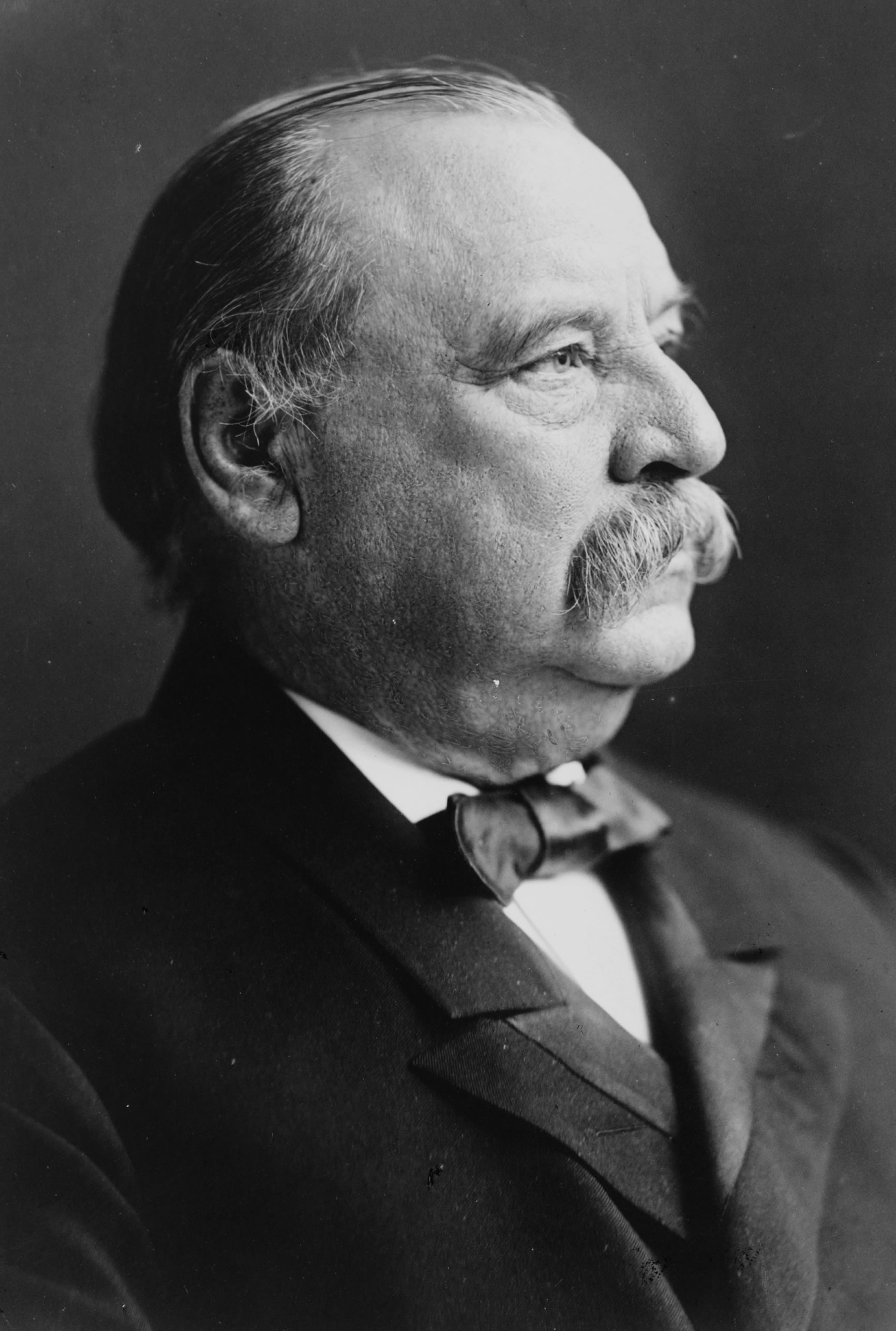
Grover Cleveland se stal 22. prezidentem USA.

- České království – František Josef I. (1848–1916)
- Papež – Lev XIII. (1878–1903)
- Království Velké Británie – Viktorie (1837–1901)
- Francie – Jules Grévy (1879–1887)
- Uherské království – František Josef I. (1848–1916)
- Rakouské císařství – František Josef I. (1848–1916)
- Rusko – Alexandr III. (1881–1894)
- Prusko – Vilém I. (1861–1888)
- Dánsko – Kristián IX. (1863–1906)
- Švédsko – Oskar II. (1872–1907)
- Belgie – Leopold II. Belgický (1865–1909)
- Nizozemsko – Vilém III. Nizozemský (1849–1890)
- Řecko – Jiří I. Řecký (1863–1913)
- Španělsko – Alfons XII. (1875–1885) / Alfons XIII. Španělský (1886–1931)
- Portugalsko – Ludvík I. Portugalský (1861–1889)
- Itálie – Umberto I. (1878–1900)
- Rumunsko – Karel I. Rumunský (1866–1881 kníže, 1881–1914 král)
- Bulharsko – Alexandr I. Bulharský (1879–1886)
- Osmanská říše – Abdulhamid II. (1876–1909)
- USA – Chester A. Arthur (1881–1885) / Grover Cleveland (1885–1889 a 1893–1897)
- Japonsko – Meidži (1867–1912)